# Mauro Lenzini
Pour les articles homonymes, voir Lenzini.
Mauro V. Lenzini, né le 25 septembre 1957 à Liège est un homme politique belge wallon, membre du PS. Il est fils d’immigrés italiens venus travailler dans les mines de charbon de la région liégeoise.
Il est licencié en biologie (ULg, 1981); docteur en sciences (ULg et Université de Norwich, 1987); chercheur en microbiologie et génie génétique; assistant à l’Université; chargé de cours à l'ISIL (ingénieurs industriels), ensuite devenue Haute École Rennequin Sualem de la province de Liège (1990-).

## Fonctions politiques
- Conseiller communal d’Oupeye (depuis 2000)
  - Bourgmestre (2006-2014)
  - Bourgmestre empêché (2014-2018) ; Serge Fillot bourgmestre f.f.
- Député au Parlement wallon :
  - Du 15 juillet 2009  au 25 mai 2014 (remplaçant Michel Daerden)
  - Du 22 juillet 2014 au 26 mai 2019 (remplace Jean-Claude Marcourt)
  - Depuis le 26 mai 2019